# Галузь права
Галузь права — сукупність норм, інститутів та підгалузей права, спрямована на регулювання певної сфери якісно однорідних суспільних відносин. Галузь права, найбільший структурний підрозділ і центральна ланка права, найповніше виражає «групові» особливості правового регулювання.

## Загальні риси
Галузь права являє собою юридичну цілісність, тобто таку сукупність норм, що зосереджені у взаємопов'язаних інститутів права. Поєднуючи в один комплекс інститути права, галузь права тим самим забезпечує регулювання, стабільність цілої сфери життєдіяльності суспільства. В цьому полягає її інструментальна цінність. Тому галузь права можна також визначити і як сукупність логічно взаємопов'язаних інститутів права, що регулюють відповідну сферу суспільних відносин (майнових, трудових, сімейних).
Як юридична цілісність галузь права є відносно замкнутою, автономною підсистемою правового регулювання. Головне її призначення — забезпечити стосовно певної сфери суспільних відносин специфічний режим правового регулювання — сукупність характерних за природою і специфічних за юридичним змістом правових засобів. Наявність подібного режиму дає можливість не тільки поєднувати норми права в одне ціле, надавати їм упорядкованого системного характеру, але й відрізняти одну галузь права від іншої. Юридичний режим характеризує правовий стан суб'єктів права; законні засоби реалізації прав і виконання обов'язків та державно-правові заходи, які спрямовані на забезпечення неухильної реалізації правових норм в конкретних правових відносинах. Завдяки юридичному режиму забезпечується ефективна дія як галузі права в цілому, так і кожного її компонента на рівні правових інститутів, підгалузей права (при їх наявності), конкретних норм. Прикладом підгалузі права є Виборче право України.
При характеристиці галузей права слід враховувати, що для їх виділення недостатньо користуватись критерієм єдності предмета і методу правового регулювання. Цей критерій, який добре спрацьовує у сфері цивільного і кримінального права, не може штучно застосовуватись при характеристиці усіх галузей права. Особливо це стосується нових галузей права — космічного, екологічного, інформаційного та інших, де врахування їх правових режимів має особливо велике значення.

## Види галузей права
Галузі права можна поділити на такі види:
- фундаментальні (базові), до яких традиційно належать конституційне, цивільне, адміністративне, кримінальне, цивільно-процесуальне, кримінально-процесуальне право. Вони характеризуються тим, що, по-перше, є юридично первісні, тобто містять вихідний правовий матеріал, який потім так чи інакше використовується при формуванні правових режимів інших галузей права; по-друге, вичерпно концентрують генеральні юридичні режими, галузеві методи правового регулювання;

- спеціальні (профілюючі), в яких головні правові режими модифіковані, пристосовані до особливих сфер життя суспільства (трудове, земельне, сімейне та ін.);

- комплексні, для яких характерне сполучення різнорідних інститутів профілюючих (фундаментальних) та спеціальних галузей, наприклад підприємницьке (комерційне, торгове, господарське), морське та ін.[1]

За субординацією у правовому регулюванні відрізняють матеріальні та процесуальні галузі права.
- Матеріальні галузі права (матеріальне право) — прямо регулюють суспільні відносини. До них належать конституційне (державне), цивільне, адміністративне, кримінальне та ін. право.

- Процесуальні галузі права (процесуальне право) — визначають процедуру реалізації матеріального права і є похідними від нього.

Матеріальним галузям права — цивільному та кримінальному відповідають процесуальні — цивільне процесуальне, кримінально-процесуальне право.
Процесуальні галузі права мають свій предмет регулювання, який відрізняється від предмета регулювання матеріальних галузей права. Ним є так звані організаційні відносини, які формуються в результаті діяльності уповноважених суб'єктів, пов'язаної із застосуванням норм матеріального права. Ці організаційні відносини представляють особливий прошарок, за рівнем не збіжний із предметом регулювання матеріального права.

## Галузі  в Україні
Основоположне значення має поділ системи права на ряд галузей залежно від предмета та методу правового регулювання, особливостей їх юридичного режиму. Зупинимось на головних з них.
- Конституційне право — це сукупність правових норм, які регулюють становище людини в суспільстві і державі, принципи суспільного і політичного ладу, організацію і діяльність системи органів держави і органів місцевого самоврядування. В системі суспільних відносин, які становлять предмет цієї галузі, головне місце посідають відносини між людиною, суспільством і державою. Саме вони визначають устрій держави і її функціонування. Природа цих відносин обумовлює і методи регулювання. Домінуючим методом є імперативний. Норми конституційного права, які тісно пов'язані з владними відносинами, мають зобов'язальний і заборонний характер; а ті, що пов'язані з регулюванням статусу людини і громадянина, — переважно дозвільний характер. Норми конституційного права є провідними щодо норм інших галузей права, їх базовим нормативним матеріалом. Головним джерелом українського конституційного права є Конституція України 1996 року, конституційні закони.

- Цивільне право — це сукупність правових норм, які регулюють сферу майнових і пов'язаних з ними особистих немайнових відносин (ім'я, честь, гідність, авторство). Вони виникають з приводу володіння, користування та розпорядження власністю, набуття її та відчуження, купівлі, продажу, спадкоємства тощо між різними суб'єктами права — фізичними і юридичними особами. Суттєвими ознаками суспільних відносин, які регулюються нормами цивільного права, є наявність у них вільних (автономних) і рівних суб'єктів права (позивач — відповідач, замовник — підрядчик та ін.); відсутність відносин влади і супідрядності, що проводить чітку межу між предметом цивільного права і предметом адміністративного, фінансового права. Така природа відносин обумовлює диспозитивний (автономний) метод правового регулювання суспільних відносин, який є головним для цієї галузі права. В умовах становлення ринкових відносин роль цивільного права зростає. Без розвинутого, цивілізованого ринку формування громадянського суспільства та побудова правової держави практично неможлива.

- Адміністративне право — це сукупність правових норм, які регулюють суспільні відносини, що виникають у процесі виконавчо-розпорядчої діяльності органів держави. Вони і є предметом правового регулювання. їх особливістю є те, що однією із сторін тут завжди виступає державний орган або посадова особа. Тому в основі правового регулювання лежить метод владних приписів (імперативний метод) через накази, вказівки. Йому властиві ієрархія і субординація по службі, встановлення відповідальності за доручену ділянку та інше.

- Фінансове право — це сукупність правових норм, які регулюють суспільні відносини, пов'язані з діяльністю держави по формуванню й виконанню державного бюджету, з грошовим обігом, банківськими операціями, кредитами, позиками, податками. Суб'єктами цих відносин, окрім органів держави, виступають всі юридичні та фізичні особи. Фінансова діяльність значною мірою має виконавчо-розпорядчий характер, що і визначає методи правового регулювання. Ними є владні приписи, контроль, ревізії. В умовах переходу до ринку все більше розкриваються межі самостійності суб'єктів фінансової діяльності.

- Трудове право — це сукупність правових норм, які регулюють відносини між наймодавцем і працівниками. Вони охоплюють такі питання: організація праці, її оцінка і оплата; умови виникнення, зміни та припинення трудових відносин, а також пов'язані з ними відносини по соціальному забезпеченню, пенсійному обслуговуванню; робочий час та час відпочинку тощо. Суб'єктами трудових відносин є робітники, державні, приватні, суспільні та кооперативні організації, профспілки. Провідними методами регулювання трудових відносин є заохочення, стимулювання.

- Земельне право — це сукупність норм права, які регулюють суспільні відносини, що пов'язані з володінням, користуванням та розпорядженням землею. Це питання землекористування і землеустрою, зберігання і розподілу земельного фонду, визначення правового режиму різних видів землі відповідно до їх адміністративно-господарського призначення (державні, фермерські, орендні тощо). Головні методи правового регулювання — дозвіл, спеціальний дозвіл, заборони.

- Екологічне право — це сукупність правових норм, які регулюють суспільні відносини у сфері освоєння, використання і охорони суспільством, державою, господарськими суб'єктами і громадянами природного середовища з метою зберігання природних багатств, запобігання екологічно шкідливого впливу господарської та іншої діяльності на середовище проживання людини. Норми цієї галузі права встановлюють механізм охорони природи, порядок проведення екологічної експертизи і екологічного контролю за додержанням вимог природоохоронного законодавства і нормативів якості навколишнього природного середовища. Ця галузь сприяє і служить реалізації конституційного права громадян на безпечне природне навколишнє середовище.

- Кримінальне право — це сукупність правових норм, які визначають коло суспільно небезпечних діянь (злочинів) і міри покарання, що застосовуються до злочинців. Норми цієї галузі встановлюють правомочність компетентних органів держави щодо осіб, які скоїли злочин, підстави та умови притягнення їх до відповідальності; види і системи санкцій, склад конкретних діянь, форми і ступінь вини тощо. Метод регулювання, який використовується в галузі кримінального права, — імперативний (метод заборони).

- Цивільне процесуальне право — це сукупність норм права, які регулюють порядок розгляду цивільних справ. Норми цієї галузі права встановлюють права і обов'язки сторін, між якими виникла суперечка про право, судових і прокурорських органів з приводу судового розгляду цивільних справ; визначають порядок подачі позовів до суду, підсудність та інші питання, які виникають у зв'язку з розглядом цивільних справ.

- Кримінально-процесуальне право — це сукупність правових норм, які регулюють діяльність органів слідства, прокуратури, суду в розслідуванні злочинів і розгляду кримінальних справ у суді. Особливістю цієї галузі права є те, що вона постає як необхідна умова реалізації норм кримінального права шляхом встановлення чіткої регламентації прав і обов'язків органів та осіб у процесі розслідування і судового розгляду. Провідним методом правового регулювання є імперативний (зобов'язальний).[3]